# Dölf Weder
Dölf Weder (* 26. Dezember 1950 in Burgdorf BE) ist ein ehemaliger Schweizer Pfarrer, Kirchenratspräsident und Generalsekretär des europäischen CVJM-Bundes.

## Leben
Mit elf Jahren begegnete er der Jugendarbeit des CVJM St. Gallen. Der CVJM wurde prägend für seine aktiven Jugendjahre und für das ganze Leben. Nach der Matura am Gymnasium der Kantonsschule St. Gallen studierte er Wirtschafts- und Sozialwissenschaften an der Universität St. Gallen, Theologie, Sozialpsychologie und angewandter Informatik an der Universität Zürich. 1979 schloss er sein Studium mit einem Doktorat in Praktischer Theologie zum Thema "Christliche Jugendarbeit" und – nach einem Vikariat in Zürich-Seebach und Baar – mit der Ordination zum evangelisch-reformierten VDM (Pfarrer) ab.
1979 bis 1986 wirkte Dölf Weder als Sekretär des CVJM (Cevi) St. Gallen. 1987 bis 1990 war er als Gemeindepfarrer in Wil SG. Später war er auch noch Religionslehrer an der Kantonsschule St. Gallen.
Nachdem Weder den Cevi Schweiz (CVJM) bereits seit den 1970er Jahren auf europäischer und zum Teil Weltebene vertreten hatte, wurde er 1990 Generalsekretär des Europäischen CVJM Bundes, dem europäischen CVJM Dachverband mit gegen zwei Millionen Programmteilnehmenden, Sitz in St. Gallen, seit 1999 in Prag. Die Öffnung von Osteuropa bedeutete eine grosse Herausforderung und fast die Verdopplung der Zahl der Nationalverbände in den 1990er Jahren.
Im Sommer 1998 wurde Weder nebenamtlich Kirchenrat der Evangelisch-reformierten Kirche des Kantons St. Gallen und betreute bis Ende 1999 das Ressort Erwachsenenbildung. Seit dem Jahr 2000 ist er Kirchenratspräsident. 2012 kündigte er seinen Rücktritt zu Ende Februar 2014 an.